# Rubens Bertogliati
Rubens Bertogliati (né le 9 mai 1979 à Lugano) est un ancien coureur cycliste suisse, professionnel de 2000 à 2012. C'est un spécialiste du contre-la-montre qui a remporté sa plus grande victoire en 2002 sur le Tour de France.

## Palmarès

### Palmarès amateur
- 1996
  - Tour du Pays de Vaud
  - Tour de Toscane juniors
  - 4e étape des Tre Ciclistica Bresciana
- 1997
  - Tour de Toscane juniors
  - 8e du championnat du monde du contre-la-montre juniors

### Palmarès professionnel
- 2000
  - 2e du Duo normand (avec Marco Pinotti)
- 2001
  - 3e du championnat de Suisse du contre-la-montre
- 2002
  - Grand Prix de Chiasso
  - 1re étape du Tour de France
  - 3e du championnat de Suisse du contre-la-montre
- 2007
  -  Champion de Suisse de la montagne
- 2008
  - 2e du championnat de Suisse du contre-la-montre
- 2009
  -  Champion de Suisse du contre-la-montre
- 2010
  -  Champion de Suisse du contre-la-montre

## Résultats sur les grands tours

### Tour de France
4 participations
- 2001 : 140e
- 2002 : 138e, vainqueur de la 1re étape,  maillot jaune pendant deux jours
- 2005 : 92e
- 2008 : retrait de la course avec toute l'équipe Saunier-Duval

### Tour d'Italie
4 participations
- 2004 : 52e
- 2007 : abandon (15e étape)
- 2009 : 68e
- 2010 : 66e

### Tour d'Espagne
1 participation
- 2003 : 154e

## Classements mondiaux
| Année                  | 2008 | 2009 | 2010 | 2011 | 2012 |
| ---------------------- | ---- | ---- | ---- | ---- | ---- |
| Classement ProTour     | 129e |      |      |      |      |
| Calendrier mondial UCI |      | 180e | 178e |      |      |
| UCI America Tour       |      |      |      | 318e | 377e |
| UCI Europe Tour        |      | 613e | 563e | 667e |      |